# Amat d'Oloron
Amat d'Oloron est un prélat français du XIe siècle. Il est nommé évêque d'Oloron en 1073 puis archevêque de Bordeaux (1089-1101).

## Biographie
Légat du pape Gregoire VII, il est un ardent défenseur de la réforme grégorienne, dans la France du sud, avec Hugues de Die. Au concile de Rome de carême 1076, il excommunie plusieurs évêques, accusés de simonie. Il préside le concile de Bordeaux de 1079.
Il est ainsi connu pour avoir contribué en 1074 par injonction du pape Grégoire VII à l'annulation de l'union de Giselle ou Galsuinde et encore Gisela de Bigorre, épouse de Centulle Ier de Bigorre (1080-1090), vicomte du Béarn depuis 1060. Cette décision fut prise par lui et Bernard, abbé de Saint-Victor de Marseille, auxquels le pape avait attribué la connaissance de cette cause pour cause de parenté.
Séparée en 1078 de son époux et conduite par Amat et Guillaume, archevêque d'Aix, au Prieuré de la Sainte-Trinité de Marcigny-lès-Nonnains, elle reçut l'habit monacal des mains de saint Hugues. Elle devint prieure et y décéda dans sa charge.